# Таннасар
Таннасар, или Тханесар, — священный древнеиндийский город и столица. Его название на санскрите звучало Стханешвара («владыка места»), и впервые упоминалось у китайского путешественника по Индии Сюаньцзана (634 год). Развалины находятся в Пенджабе, близ Умбаллы, и с незапамятных пор служат индусам местом паломничества .
Храм был разрушен и разграблен Махмудом Газневи в 1011 году. В развалинах на плите из песчаника есть санскритская надпись от 279 года эры «самват», относящаяся, вероятно, к эпохе Валлабхи (начало IV века). Она перечисляет царей, правивших в столице. Для данной эпохи эта надпись, хотя и неполная и плохо сохранившаяся, является очень ценным памятником.